# حرباء عربية
الحرباء العربية (الاسم العلمي: Chamaeleo arabicus)، هو نوع من الحرباء تعيش في جنوب الجزيرة العربية. يتحول لونها للأخضر فترة الرياح الموسمية.